# 90
90 ou 90 d.C. foi um ano comum da Era de Cristo, no século I que teve início e fim numa sexta-feira, de acordo com o Calendário Juliano. a sua letra dominical foi C. Segundo o horóscopo chinês, foi o ano do Tigre.
| Ano completo                       |
| ---------------------------------- |
| Ano comum com início à sexta-feira |

## Nascimentos
- Ptolemeu, matemático, astrônomo, astrólogo e geógrafo grego.